# Christian Vidal
Pour les articles homonymes, voir Vidal.
 (octobre 2015).
Si vous disposez d'ouvrages ou d'articles de référence ou si vous connaissez des sites web de qualité traitant du thème abordé ici, merci de compléter l'article en donnant les références utiles à sa vérifiabilité et en les liant à la section « Notes et références ».
Christian Vidal est un chanteur belge, né le 16 décembre 1950 à Bruxelles en Belgique.

## Biographie
Très jeune il fait partie du groupe Les Snakes. En 1972, il entre dans la maison de disque Vogue. En 1973, il sort son plus grand succès Angélique vendu à près d'un million d'exemplaires en France,.
Il fait partie en 1980 de la compagnie du théâtre du Méridien à Bruxelles.
En 1998, il participe au single Le Bal des gueux d'Alec Mansion au profit de l’Opération Thermos, qui distribue des repas pour les sans-abris, dans les gares. Cette chanson est interprétée par trente-huit artistes et personnalités dont Toots Thielemans, Stéphane Steeman, Marylène, Armelle, Jacques Bredael, Lou, Alec Mansion, Muriel Dacq, les frères Taloche, Morgane, Nathalie Pâque, Frédéric Etherlinck, Richard Ruben, Christian Vidal, Marc Herman, Jeff Bodart, Jean-Luc Fonck, Benny B et Daddy K.
Il apparaît régulièrement dans les émissions de Pascal Sevran (La Chance aux chansons, Chanter la vie) et l'émission de Michel Pruvot Sur un air d'accordéon.

## Discographie

### 33t Vinyle
- ANGELIQUE,  Disques Vogue, LDY28005 1974

Face A
- Angélique
- Il y a toujours
- Tes yeux ne peuvent pas mentir
- Bye Bye Birdie
- Vivre

Face B
- Un peu de Sympathie
- Prisonnier de mon Amour
- Vivre auprès de toi
- Je t'ai regardé dormir
- Mais toute la semaine

### 45t et mini CD
Ses plus grands succès sont:
- Alors, je pense à toi
- On est bien dans sa peau
- Angélique
- La chanson nostalgique
- Le premier matin
- Sérénade
- Si tu voulais
- Les yeux de Marie
- Mais qu'est-ce que j'ai
- Téléphone-moi
- Prisonnier de mon amour
- L'amour romantique
- De je t'aime en je t'aime
- On est bien dans sa peau
- Un peu de sympathie
- Julia
- Mariée sans loi
- Toi Gabrielle
- Amazony
- Je t’attends
- Tu me manques déjà
- Souviens-toi Nathalie (2012)